# Lofn
Lofn is de 8e Asin in de Noordse mythologie. Zij is zo mild en goed dat ze bemiddelend bij Alvader of Frigg gedaan krijgt dat mannen en vrouwen omgang met elkaar mogen hebben, zelfs als dit tevoren verboden of verhinderd werd. Daarom wordt dat met haar naam ‘verlof’ genoemd en als de mensen iets zeer prijzen heet dat ‘loven’